# Kritéria schizofrenie dle DSM-IV-TR
DSM-IV-TR je verze manuálu Americké psychiatrické asociace známého pod názvem Diagnostický a statistický manuál duševních poruch. Obsahuje sadu kritérií k definici mj. právě schizofrenie. Tato kritéria vycházejí z vlastních zkušeností nemocného, zaznamenaných abnormalit jeho chování a klinického vyšetření jeho stavu odborníkem v oboru duševního zdraví. Symptomy související se schizofrenií se v populaci vyskytují neustále a před potvrzením diagnózy musí dosáhnout jisté závažnosti. K roku 2009 žádný objektivní test potvrzující schizofrenii neexistoval.

## Alternativní manuály
Jinou sadou podobných kritérií je Mezinárodní statistická klasifikace nemocí a přidružených zdravotních problémů, tzv. ICD-10, sestavená Světovou zdravotnickou organizací.
Systém DSM-IV-TR se uplatňuje zejména ve Spojených státech a zbytku světa. Řídí se jím i převážná většina výzkumných studií. Kritéria klasifikace ICD-10 kladou větší důraz na Schneiderovy symptomy prvního řádu. V praxi je ovšem shoda mezi oběma klasifikačními systémy značná.

## Kritéria
Podle upraveného čtvrtého vydání Diagnostického a statistického manuálu duševních poruch (DSM-IV-TR) musí být pro diagnózu schizofrenie splněna následující tři diagnostická kritéria:
1. Charakteristické symptomy: Dva nebo více z následujících symptomů přítomných po většinu času během období jednoho měsíce (nebo kratšího, pokud příznaky s léčbou ustupují).
  - Bludy
  - Halucinace
  - Zmatená řeč, která je projevem formální poruchy myšlení
  - Vysoce zmatené chování (například nevhodné oblékání, častý pláč) nebo katatonní chování
  - Negativní symptomy: Oploštělé emoce (absence nebo postupný úbytek jakékoli emocionální reakce), alogie (absence či úbytek řečového projevu) nebo avolice (absence či úbytek motivace)

Pokud jsou bludy hodnoceny jako bizarní nebo halucinace spočívají v tom, že pacient slyší jeden hlas neustále komentující jeho jednání nebo dva a více hlasů hovořících jeden k druhému, je k diagnóze třeba pouze tento symptom. Kritérium zmatené řeči je splněno pouze tehdy, jde-li o dostatečně závažnou poruchu podstatně zhoršující komunikaci.
2. Společenská nebo pracovní dysfunkce: Jedna nebo více oblastí běžného života jako práce, mezilidské vztahy nebo péče o vlastní osobu jsou výrazně pod úrovní dosahovanou před vypuknutím nemoci, a to po delší časové období od projevu prvních symptomů.
3. Delší doba trvání: Příznaky onemocnění přetrvávají po dobu alespoň šesti měsíců. Toto období musí zahrnovat alespoň jeden měsíc výskytu symptomů (nebo kratší dobu, pokud symptomy s léčbou ustupují).

Pokud jsou příznaky onemocnění přítomny po dobu delší jednoho měsíce, ale kratší šesti měsíců, je stanovena diagnóza schizofrenní poruchy. Psychotické symptomy trvající dobu kratší než jeden měsíc mohou být diagnostikovány jako krátká psychotická porucha; jiná onemocnění mohou být zařazena do kategorie jinak nespecifikovaných psychotických poruch. Schizofrenii nelze diagnostikovat, pokud se v podstatné míře vyskytují symptomy poruchy nálad (může však být stanovena schizoafektivní porucha) nebo pokud se vyskytují symptomy pervazivní vývojové poruchy bez přítomnosti výrazných bludů či halucinací. Stejně tak nelze stanovit diagnózu schizofrenie, pokud jsou symptomy přímým fyziologickým důsledkem celkového zdravotního stavu nebo užívání jakékoli látky, například drog nebo léků.

### Podtypy
Klasifikace DSM-IV-TR vytyčuje pět podtypů schizofrenie, i když vědci podílející se na vývoji verze DSM-5 doporučují, aby bylo toto členění z nového systému vypuštěno:
- Paranoidní schizofrenie: Vyskytují se bludy nebo sluchové halucinace, nejsou však přítomny poruchy myšlení, zmatené chování nebo emoční oploštění. Bludy mají charakter ovládavých představ a/nebo grandiózních bludů, navíc však mohou být doprovázeny jevy jako žárlivost, nadměrná zbožnost nebo somatizace (DSM kód 295.3/ICD kód F20.0).
- Dezorganizovaná schizofrenie: V klasifikaci ICD je uváděna pod názvem hebefrenní schizofrenie. Je typická výskytem poruchy myšlení i emočního oploštění (DSM kód 295.1/ICD kód F20.1).
- Katatonická schizofrenie: Pacient může být téměř imobilní nebo naopak vykazovat neúčelnou pohybovou aktivitu a vzrušení. K symptomům patří katatonická strnulost a vosková ohebnost (DSM kód 295.2/ICD kód F20.2).
- Nediferencovaná schizofrenie: Psychotické symptomy jsou přítomny, avšak kritéria paranoidní, dezorganizované ani katatonické schizofrenie nebyla splněna (DSM kód 295.9/ICD kód F20.3).
- Reziduální schizofrenie: Pozitivní symptomy jsou přítomny jen ve velmi malé míře a intenzitě (DSM kód 295.6/ICD kód F20.5).

Klasifikace ICD-10 definuje dva další podtypy:
- Postschizofrenní deprese: Depresivní epizoda přicházející v období doznívajícího schizofrenního onemocnění, kdy se stále mohou v malé míře vyskytovat symptomy schizofrenie (ICD kód F20.4).
- Simplexní schizofrenie: Pozvolný pokračující rozvoj výrazných negativních symptomů bez výskytu psychotických epizod (ICD kód F20.6).